# Presidente della Repubblica Popolare Cinese
Il presidente della Repubblica Popolare Cinese (中華人民共和國主席T, 中华人民共和国主席S, Zhōnghuá Rénmín Gònghéguó ZhǔxíP), nel sistema politico cinese, è il capo dello Stato, come stabilito dalla Costituzione approvata negli anni ottanta.

## Elezione
Secondo la Costituzione della Repubblica Popolare Cinese, approvata negli anni ottanta, il presidente della Repubblica è eletto dal Congresso nazionale del popolo e resta in carica per cinque anni. Deve essere un cittadino cinese di almeno 45 anni di età. Viene scelto ed eletto dal Congresso.
Sino al 2018, il presidente e il vice presidente potevano svolgere unicamente due mandati consecutivi. Con la modifica apposta alla Costituzione l'11 marzo 2018, tale limite è stato abrogato.
In caso di inabilità (morte o malattia) improvvisa del presidente, i poteri vengono assunti dal vicepresidente o dal presidente del Congresso nazionale del popolo, ed entrambi agiscono come presidenti ad interim.

## Poteri
Il presidente ha svariati poteri costituzionali: promulga gli statuti approvati dal Congresso, nomina il Primo ministro, i suoi vice, i membri del Consiglio di Stato, gli ambasciatori esteri e i ministri. Può assumere poteri speciali previsti dalla legge, promulgare lo stato d'emergenza e dichiarare guerra. Il presidente è assistito dal vicepresidente.

### Il presidente come capo di Stato
Come capo di Stato, il presidente delinea le politiche generali del paese e dirige gli affari esteri. In ogni caso, sin dagli anni novanta, Jiang Zemin ha delegato gran parte dei poteri pratici e delle faccende burocratiche al Primo ministro, assumendo quindi un ruolo più che altro cerimoniale, ma con poteri abbastanza definiti. Jiang Zemin può aver compiuto questa scelte perché aveva comunque un potere notevole come segretario e presidente della Commissione militare centrale. 
Questo è simile a quanto accadeva nell'Unione Sovietica, dove il presidente del presidium del soviet supremo (capo di Stato sovietico) aveva un ruolo cerimoniale mentre assumeva potere reale solo se assommava anche la carica di segretario generale del comitato centrale del PCUS e del Consiglio di difesa avendo così maggior potere del premier.

### Rapporti con il partito
Quando Mao Zedong era presidente del PCC, si crearono contrasti con l'allora presidente della Repubblica Liu Shaoqi, che portarono fino all'abolizione della carica per evitare divisioni che avrebbero potuto spaccare la RPC stessa. Jiang Zemin, facendo tesoro di questa esperienza, ha stabilito una "regola" ufficiosa che stabilisce che ogni successivo capo di Stato concentri nelle sue mani il potere politico, militare e del Partito.

### Rapporti con l'esercito
Attualmente, da Jiang Zemin in poi, il presidente della Repubblica è anche a capo della Commissione militare centrale. In ogni caso, i generali che la compongono provengono dalle file dell'Armata popolare di liberazione, il che a volte porta ad alcuni scontri, che però non scaturiscono mai in crisi. In ogni caso, è il presidente della Repubblica che ha il potere di dichiarare lo stato d'emergenza.

## Storia della presidenza
Quando andò al potere nel 1949, Mao, già presidente del partito e della Commissione militare centrale, venne eletto presidente del Governo Popolare Centrale, il che gli conferì praticamente pieni poteri speciali per conseguire l'instaurazione di un governo stabilire per la neonata repubblica popolare. Nel 1954 venne promulgata la Costituzione e il presidente assunse il ruolo di capo di Stato e comandante in capo delle forze armate cinesi.
Nel 1959, Mao decise di non ricandidarsi e al suo posto venne eletto Liu Shaoqi, dal quale nacquero contrasti con il leader della rivoluzione. Al lancio della Rivoluzione culturale, diretta appunto contro il revisionismo nel Partito e nello Stato, Liu venne prima implicitamente e poi esplicitamente indicato come principale responsabile del revisionismo dalle guardie rosse; arrestato nel 1968, venne destituito nello stesso anno. La carica restò vacante. Nel 1970, la carica di presidente della Repubblica venne ufficialmente abolita e i suoi poteri cerimoniali passarono al presidente del Congresso, dopo un breve periodo in cui vennero esercitati dai due vicepresidenti (fra cui Soong Ching-ling, moglie di Sun Yat-sen, poi fatta presidentessa onoraria). Lin Biao, ministro della Difesa e stretto collaboratore di Mao, provò a far reintrodurre la carica, ma il Comitato centrale del Partito Comunista Cinese e Mao stesso rifiutarono.
Nel 1982, diversi anni dopo la "riscossa" di Deng Xiaoping, venne varata una nuova Costituzione che reintroduceva il presidente della Repubblica, il quale non aveva diritto di intervenire nel Consiglio di Stato e negli affari del Partito. Negli anni novanta, comunque, Jiang Zemin ha detenuto le cariche di presidente, presidente della Commissione militare centrale e segretario del Partito, accomunando di fatto le tre cariche. Anche Hu Jintao ha fatto lo stesso.

## Elenco dei presidenti

### Presidente del governo popolare centrale
Prima carica provvisoria di capo di Stato della Repubblica popolare cinese, stabilita appena dopo l'entrata a Pechino delle forze rivoluzionarie.
- Mao Zedong (1º ottobre 1949 - 27 settembre 1954)

### Presidente della Repubblica popolare cinese
Carica ufficiale stabilita dalla prima Costituzione della RPC, promulgata nel 1954, soppressa nel 1975 (in seguito alla morte di Dong Biwu, e ripristinata nel 1982).
- Mao Zedong (27 settembre 1954 - 27 aprile 1959)
- Liu Shaoqi (27 aprile 1959 - 31 ottobre 1968)
- Dong Biwu (31 ottobre 1968 - 17 gennaio 1975);
- Soong Ching-ling e Dong Biwu (1968-1971), come vicepresidenti, finché i poteri non passarono al presidente del Congresso nazionale.

### Presidente del Congresso nazionale del popolo
- Zhu De (1971 - 6 giugno 1976)
- Ye Jianying (5 marzo 1978 - 17 giugno 1983)

### Presidente onoraria della Repubblica popolare cinese
- Soong Ching-ling (16 marzo 1981 - 28 maggio 1981)

Soong governò come presidentessa per soli due mesi, al fianco di Ye Jianying, prima di morire. È stata inserita in questa lista per continuità, ma non può essere considerata nei fatti un vero capo di Stato cinese.

### Presidente della Repubblica popolare cinese
La carica venne ricreata con la Costituzione del 1982, anche se fino al 1983 il capo di Stato restò Ye Jianying come presidente del Congresso.
- Li Xiannian (18 giugno 1983 - 8 aprile 1988)
- Yang Shangkun (8 aprile 1988 - 27 marzo 1993)
- Jiang Zemin (27 marzo 1993 - 15 marzo 2003)
- Hu Jintao (15 marzo 2003 - 14 marzo 2013)
- Xi Jinping (14 marzo 2013 - presente)

## Vicepresidente della Repubblica Popolare Cinese

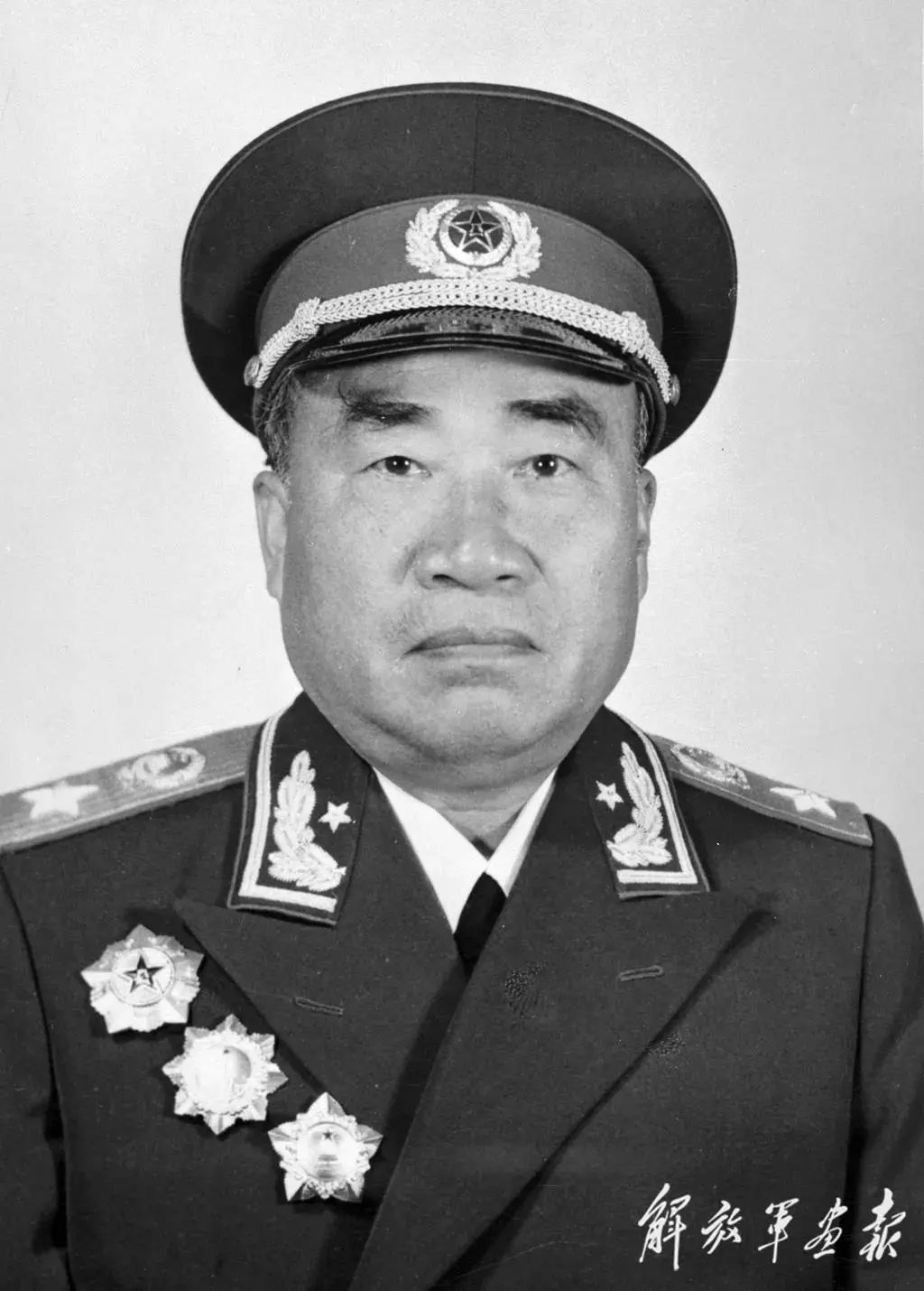
Zhū Dé

- Zhu De (1954-1959)
- Song Qingling (1959-1972)
- Dong Biwu (1972-1975)
- Ulanhu (1983-1988)
- Wang Zhen (1988-1993)
- Rong Yiren (1993-1998)
- Hu Jintao (1998-2003)
- Zeng Qinghong (2003-2008)
- Xi Jinping (2008-2013)
- Li Yuanchao (2013-2018)
- Wang Qishan (2018-2023)